# Areias (Ferreira do Zêzere)
Areias é uma localidade portuguesa do Município de Ferreira do Zêzere.
Foi sede de uma freguesia extinta em 2013, no âmbito de uma reforma administrativa nacional, para, em conjunto com a Freguesia de Pias, formar uma nova freguesia denominada União das Freguesias de Areias e Pias da qual é a sede.

## População
| População da freguesia de Areias | População da freguesia de Areias | População da freguesia de Areias | População da freguesia de Areias | População da freguesia de Areias | População da freguesia de Areias | População da freguesia de Areias | População da freguesia de Areias | População da freguesia de Areias | População da freguesia de Areias | População da freguesia de Areias | População da freguesia de Areias | População da freguesia de Areias | População da freguesia de Areias | População da freguesia de Areias |
| -------------------------------- | -------------------------------- | -------------------------------- | -------------------------------- | -------------------------------- | -------------------------------- | -------------------------------- | -------------------------------- | -------------------------------- | -------------------------------- | -------------------------------- | -------------------------------- | -------------------------------- | -------------------------------- | -------------------------------- |
| 1864                             | 1878                             | 1890                             | 1900                             | 1911                             | 1920                             | 1930                             | 1940                             | 1950                             | 1960                             | 1970                             | 1981                             | 1991                             | 2001                             | 2011                             |
| 2 239                            | 2 401                            | 2 471                            | 2 909                            | 3 387                            | 3 603                            | 3 846                            | 3 973                            | 3 895                            | 3 469                            | 2 642                            | 2 202                            | 1 992                            | 1 772                            | 1 484                            |

| Distribuição da População por Grupos Etários | Distribuição da População por Grupos Etários | Distribuição da População por Grupos Etários | Distribuição da População por Grupos Etários | Distribuição da População por Grupos Etários | Distribuição da População por Grupos Etários | Distribuição da População por Grupos Etários | Distribuição da População por Grupos Etários | Distribuição da População por Grupos Etários | Distribuição da População por Grupos Etários |
| -------------------------------------------- | -------------------------------------------- | -------------------------------------------- | -------------------------------------------- | -------------------------------------------- | -------------------------------------------- | -------------------------------------------- | -------------------------------------------- | -------------------------------------------- | -------------------------------------------- |
| Ano                                          | 0-14 Anos                                    | 15-24 Anos                                   | 25-64 Anos                                   | > 65 Anos                                    |                                              | 0-14 Anos                                    | 15-24 Anos                                   | 25-64 Anos                                   | > 65 Anos                                    |
| 2001                                         | 189                                          | 215                                          | 744                                          | 624                                          |                                              | 10,7%                                        | 12,1%                                        | 42,0%                                        | 35,2%                                        |
| 2011                                         | 133                                          | 129                                          | 666                                          | 556                                          |                                              | 9,0%                                         | 8,7%                                         | 44,9%                                        | 37,5%                                        |

Média do País no censo de 2001:  0/14 Anos-16,0%; 15/24 Anos-14,3%; 25/64 Anos-53,4%; 65 e mais Anos-16,4%
Média do País no censo de 2011:   0/14 Anos-14,9%; 15/24 Anos-10,9%; 25/64 Anos-55,2%; 65 e mais Anos-19,0%

## Geografia
A Freguesia de Areias que tinha 40,33 km² de área confinava com as freguesias de Pias, Chãos e Águas Belas, do Município de Ferreira do Zêzere, e Rego da Murta, do Município de Alvaiázere.
Os seus acessos eram a Estrada Nacional 110, o IC3 e a Estrada Municipal 238 e a Serra de S. Saturnino é o seu ponto mais alto.
Os lugares que compunham a freguesia eram: Areias, Aldeia dos Gagos, Avecasta, Barbatos, Barrio, Bijota, Casais, Casal da Farroeira, Casal Novo, Casal da Sobreira, Calçadas, Cidral, Comunais, Daporta, Farroeira, Fonte do Tojal, Fonte da Figueira, Fonte da Lage, Freixial, Gontijas, Horta Nova, Lagoa, Matos, Meneixas, Milheiros, Paço, Pereiro, Pinheiro, Porto Chão, Ponte de Ceras, Ponte das Pias, Portela de Vila Verde, Rego da Murta, S. Domingos, Serra do Balas, Serra dos Balseiros, Telhadas, Tojal, Valadas, Vale do Rodrigo, Venda dos Tremoços e Vila Verde.

## Demografia

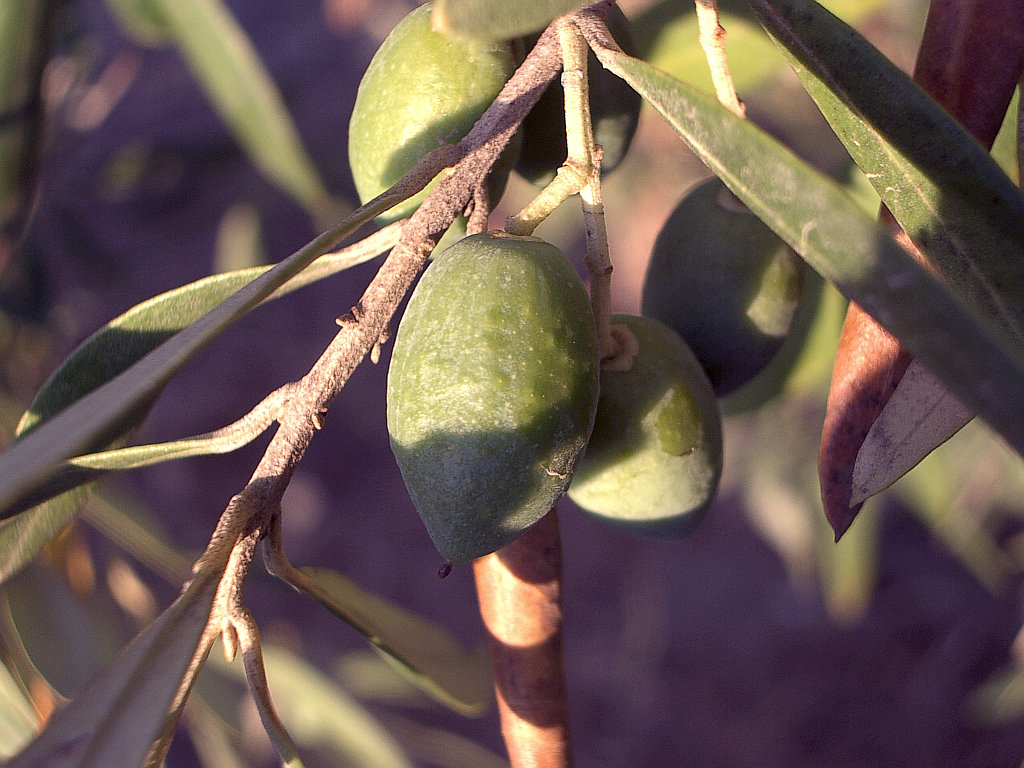
O cultivo da azeitona é uma actividade agrícola importante na localidade.

Com 1 484 habitantes (2011), a densidade demográfica da freguesia é de 36,8 habitantes por km². A desertificação populacional do interior do país também se faz sentir aqui.

### Actividades
A agricultura é a principal fonte de rendimentos em Areias. Predomina o cultivo de oliveira, trigo, milho, legumes, favas, grão de bico, batata e a exploração de cortiça e do pinheiro. A pecuária revela também alguma importância, com a criação de gado caprino e ovino.
A indústria está principalmente relacionada com a madeira, devida à riqueza florestal da região, e ao artesanato, particularmente na tecelagem de linho e mantas de trapos em tear manual. O pequeno comércio e serviços satisfazem as necessidades da população local.

## História
Os primeiros traços de ocupação, de acordo com vestígios encontrados na Gruta da Avecasta, remontam ao período do paleolítico. Os romanos também se fixaram por terras de Areias, explorando ouro no rio Zêzere.
Ainda antes da independência de Portugal, Areias fazia parte do Castelo de Ceras. Depois da fundação da nacionalidade, em Fevereiro de 1159, toda a área da localidade foi doada por D. Afonso Henriques aos templários. No reinado de D. Dinis, a Ordem do Templo foi extinta e, pela Bula do Papa João XXII, de 15 de Março de 1319, foi instituída a Ordem de Cristo, a quem passaram as posses dos templários de Tomar.
Em 1321 os seus domínios foram divididos em comendas, sendo a povoação de Areias a sede da comenda de Pias. Segundo a ordenança de 19 de Agosto de 1326 de D. João Lourenço, mestre da Ordem de Cristo, o seu comendador era cavaleiro de Cristo e ficava com todo o rendimento do Lugar das Pias. No final do século XV foi desanexada do seu território a nova comenda da Sabacheira.
No ano de 1554, os moradores do Termo das Pias pediram uma igreja para o lugar dos Chãos, que abarcava a área da actual freguesia. Os habitantes queixavam-se «por não poderem ser socorridos com os sacramentos da Igreja, as crianças corriam grande perigo, quando as queriam baptizar, especialmente no Inverno, por causa dos maus caminhos e das ribeiras que tinham a atravessar e os defuntos faziam aquela viagem de que se não volta sem o conforto da extrema-unção». Foi com este pedido da população que se reconstruiu a Igreja Matriz, ficando a paróquia das Areias finalmente independente. Assim, a paróquia de Santa Maria das Arenas, como era denominada, deu origem a quatro freguesias.
Administrativamente, pertenceu ao Termo da Vila das Pias até 1836, altura em que ficou integrada no concelho (atual município)  de Ferreira do Zêzere.

### Património
- Igreja de Nossa Senhora da Graça, ou Igreja Matriz de Areias, registrada no património nacional. Construída no século XV, foi reconstruída por João de Castilho em c. 1548. Sucessivamente remodelada por várias campanhas construtivas, apresenta várias influências estilísticas: renascentistas, maneiristas, barrocas, sobre uma base estrutural gótica.
- Ruínas do Castelo de D. Gaião, ou Torre do Langalhão, ou Torre da Murta, de arquitectura militar românica, gótica
- Sítio arqueológico da Avecasta, com a Anta da Avecasta e a Gruta da Avecasta, e povoado da Idade do Bronze em Vale Rodrigo. Ocupado desde o Paleolítico, supõe-se que até à Idade Média, no local conserva-se uma aldeia com cerca de quatro mil anos. Foram descobertos aqui vestígios do Calcolítico, da Idade do Bronze, do período tardo-romano e do período medieval.
- Moinho de Vento
- Capelas: As capelas de S. Saturnino, Freixial, Gontijas, Telhadas, Pereiro, Milheiros, Avecasta, Matos, Vila Verde e Portela de Vila Verde têm como padroeiros, respectivamente, Santo Saturnino, Nossa Senhora de Fátima, Santo Amaro, Santa Apolónia, Nossa Senhora da Saúde, São Francisco, São João, São Salvador, Senhora da Luz e São Tomé.

### Símbolos heráldicos

A cruz da Ordem de Cristo.

Ordenação heráldica do brasão e bandeira, publicada no Diário da República, III Série de 16 de Maio de 2002:
- Armas - Escudo de ouro, armação de moinho de negro, cordoada do mesmo e vestida de vermelho; em chefe, estrela de oito pontas de azul, à dextra e cruz da Ordem dos Templários, à sinistra. Coroa mural de prata de três torres. Listel branco com a legenda a negro : “Areias – Ferreira do Zêzere”.
- Bandeira - De vermelho, cordões e borlas de ouro e vermelho. Haste e lança de ouro.

Na escolha dos símbolos heráldicos foram tidos em conta os seguintes elementos: a invocação do orago, Nossa Senhora da Graça, representada por uma estrela azul de oito pontas; a principal produção agrícola, a oliveira, representada por dois ramos de oliveira folhados de verde e frutados de negro; a actividade moageira, representada por uma armação de moinho; e, finalmente, foi tido em conta o facto da actual área da freguesia ter sido doada à Ordem do Templo, cujo símbolo é uma cruz templária de vermelho. Para campo do escudo foi escolhido o ouro, metal que alude à riqueza das produções da povoação. Para a bandeira reservou-se a cor vermelha que significa a dignidade e galhardia dos seus habitantes.

### Lendas
- Lenda do Ladrão Gaião: Numa edificação alta conhecida pelo povo por Torre do Langalhão, vivia um gigante que ali espreitava os viandantes com a intenção de os roubar. Certo dia, o gigante avistou um anão que por ali passava e logo se preparou para o assaltar. No entanto, o pobre viajante percebeu o propósito do ladrão e, assim que este se baixou para lançar a mão na bolsa, o anão deu-lhe uma facada fatal. Porém, ao cair acabou por esmagar o infeliz anão.
- Lenda de Nossa Senhora: O local escolhido para se construir a igreja de Areias foi diferente daquele que tinha sido indicado pelo povo. Nesse local foi colocada uma imagem de Nossa Senhora que durante a noite, como que milagrosamente, desaparecia, para aparecer no sítio onde hoje está. Por este motivo, a construção da igreja foi efectuada no lugar actual. Algum tempo depois apareceu um risco cercado por um valadinho de areia, daí o nome de Areias dado à povoação.

### Feiras e festas
É feita uma feira no primeiro domingo de cada mês, e uma outra anual, a Feira da Ascensão, na quinta-feira da Ascensão.
A mais importante festa do povoado é a da Padroeira, no terceiro domingo de Agosto, apesar de haver outras festas e romarias em diversos lugares da freguesia, em honra dos diversos padroeiros das capelas.
As danças tradicionais de Areias estavam quase sempre associadas à vida rural e aos trabalhos agrícolas. As desfolhadas e as descamisadas feitas pela população terminavam geralmente com um “bailarico”. O fandango, a valsa e os Jogos de Roda eram as danças preferidas pelas classes populares.
A acompanhar estas danças, a população entoava diversos cantares típicos, dos quais se destacam as seguintes quadras:
Adeus adro das Areias
Rodeado de goivos brancos,
Aonde o meu amor passeia
Domingos e Dias Santos.
Viva a terra, viva a terra,
Viva a terra, trema o chão,
Viva o termo das Areias
Donde estas meninas são.
Não quero amores do Barrio
Porque o barro escorrega,
Antes amores das Areias,
Que a areia não se pega.
Já hoje vim às Areias
Já passei nos areais,
Já hoje vi o meu amor,
Já hoje o não vejo mais.

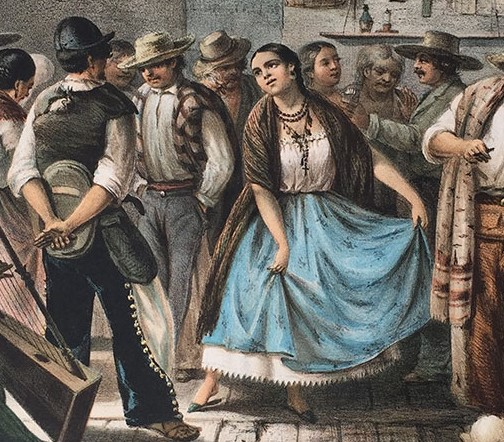
Na primeira metade do século XX era tradição dos populares fazerem festas com música e dança em suas casas.

Geralmente pela altura dos festejos locais, os habitantes de Areias mantêm o costume de praticar jogos tradicionais, dos quais 
se salientaram ao longo dos tempos o chinquilho, a sueca, a corrida de sacos e o jogo dos cântaros, uma corrida de burros onde os participantes tentam partir cântaros que se encontram suspensos com uma vara. Geralmente estes cântaros encontram-se recheados de algumas surpresas: água, farinha ou farelo são alguns exemplos.